# Helminthosporium
Helminthosporium è  un genere di funghi ascomiceti. Comprende diverse specie parassite di piante.

## Specie
- Helminthosporium apiculatum
- Helminthosporium asterinum
- Helminthosporiunm caladii
- Helminthosporium cantonense
- Helminthosporium cilindricum
- Helminthosporium decacuminatum
- Helminthosporium dendroideum
- Helminthosporium densum
- Helminthosporium dorycarpum
- Helminthosporium festucae
- Helminthosporium foveolatum
- Helminthosporium macilentum
- Helminthosporium minimum
- Helminthosporium parvum
- Helminthosporium scolecoides
- Helminthosporium solani
- Helminthosporium turbinatum
- Helminthosporium velutinum